# Kostel svatého Mikuláše (Helgoland)
Kostel svatého Mikuláše je evangelicko-luteránský kostel, který se nachází na ostrově Helgoland. Většina budov na ostrově včetně kostela byla zničena během britského bombardování 19. dubna 1945. Na zvonu kostela jsou dva nápisy: úryvek Žalmu 23 „On mě vede“ a heslo v helgolandském nářečí: „Zpátky doma na Helgolandu.“ Kostel má status památky kulturního významu. Ke kostelu také přiléhá kostel, kde se nachází přibližně 600 hrobů.  Místní hřbitov také nabízí pohřeb do moře.

## Historie

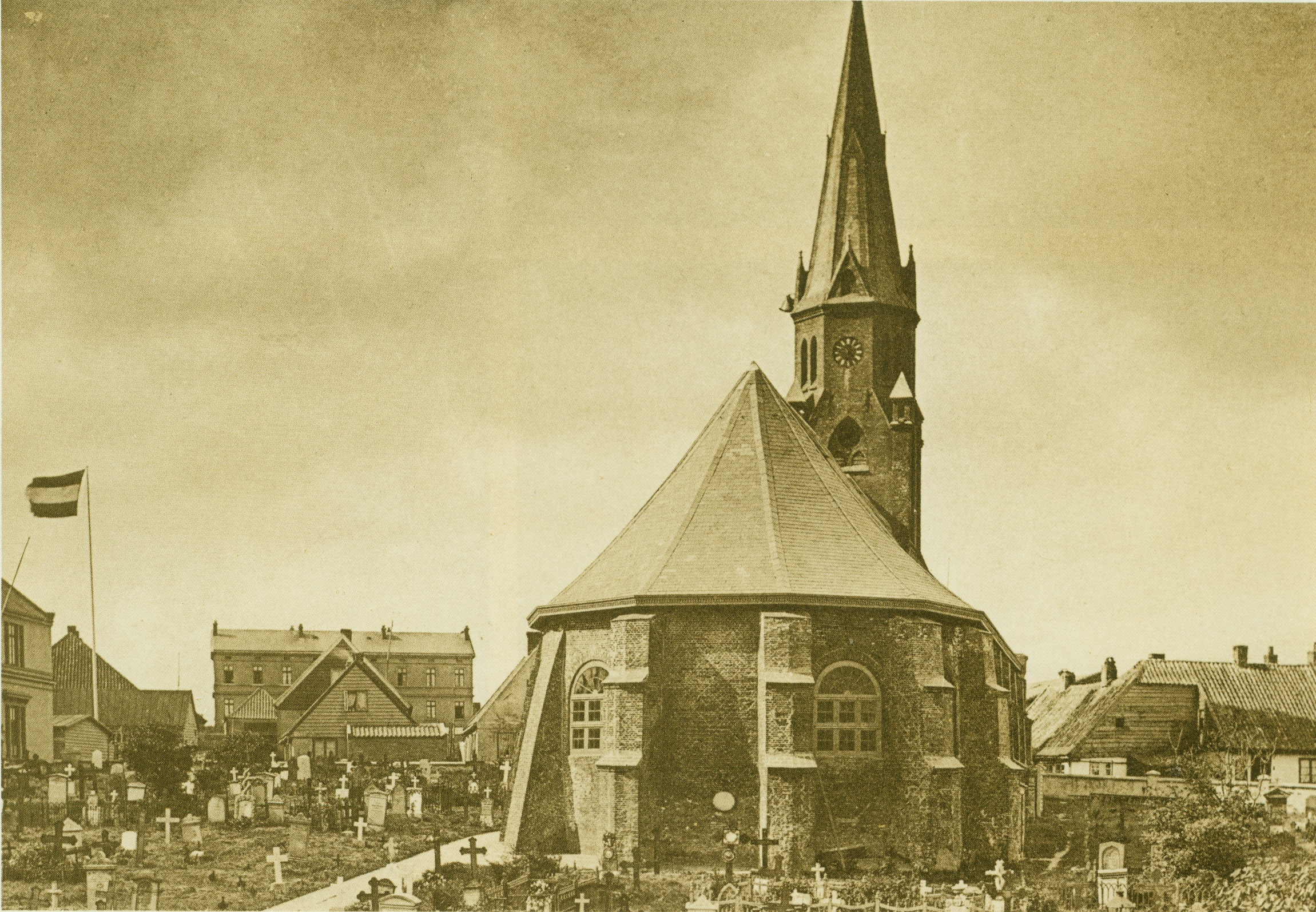
Původní kostel foto z roku 1895

Kostel na ostrově je poprvé zmiňován počátkem 17. století kronikářem Neocorem, který píše o stavbě jako o kostele se dvěma paralelními sedlovými střechami. Kostel se ovšem nacházel blízko srázu a již kapacitně nestačil, a tudíž bylo rozhodnuto postavit větší a více ve vnitrozemí. Tento kostel sv. Mikuláše byl dokončen v roce 1687.  První varhany byly instalovány v roce 1844. Kostel byl zničen při náletu britských letadel. Nový, současný kostel zde byl postaven až v roce 1959. Architekti kostela byli Peter Hübotter, Rolf Romero a Bert Ledeboer. Některé vybavení je původní jako např. bronzový ukazatel větru. Nové varhany byly instalovány na začátku 70. let. V roce 2016 a 2017 byl kostel opravován.